# Wanakah (Nueva York)
Wanakah es un lugar designado por el censo ubicado en el condado de Erie en el estado estadounidense de Nueva York. En el año 2010 tenía una población de 3.199 habitantes.

## Geografía
Wanakah se encuentra ubicado en las coordenadas 42°44′37.09″N 78°54′8.99″O / 42.7436361, -78.9024972.